# Абай (Республика Алтай)
Аба́й (алт. Абай) — село в Амурском сельском поселении Усть-Коксинского района Республики Алтай России.

## История
До середины XIX века Абайскую степь преимущественно заселяли алтайцы. Русские поселенцы пришли сюда в конце 1850-х годов. В составе Уймонской управы в 1887 году значилось 27 улусов и различных поселений, которые были основаны в разное время «вразброс близ деревни Коксы по левую сторону Катуни и по разным ключам».
Русское поселение возникло в 1826 году.
Романовы стали первыми оседлыми поселенцами, пришедшими в Абай в 1864 году. В дальнейшем к ним присоединились: Поносовы, Арляповы, Шипулины. Вокруг села Абай стали возникать хутора, выселки и заимки. На заимке Красноярской проживали семь домохозяев, в том числе семьи Киприяна Кудрявцева и Григория Поносова.
В XIX веке Абай входил в АТЕ Уймонская волость, Бийский уезд, Томская губерния.

## География
Расположено в приграничной территории юго-западной части Республики Алтай в горно-степной зоне и находится у реки Абай (приток Коксы). Примерно в 15 км расположено село Юстик.
Уличная сеть
состоит из четырёх географических объектов: ул. Береговая, ул. Партизанская, ул. Советская и ул. Трактовая.
Климат
Данному региону присущ резко континентальный климат, для которого характерна резкая смена дневных и ночных температур. Средняя температура летом +15 градусов, возможны подъёмы до +35, зимой средняя температура −20, но может опускаться до −45, а иногда и до −50 градусов. Количество осадков неустойчиво, средний показатель 517 мм.

## Население
| 2010 | 2011 | 2012 | 2013 | 2014 | 2015 | 2016 |
| ---- | ---- | ---- | ---- | ---- | ---- | ---- |
| 403  | ↗404 | ↘387 | ↘375 | ↘373 | ↘372 | ↘362 |

Национальный состав
Согласно результатам переписи 2002 года, в национальной структуре населения алтайцы составляли 64 %, русские 34 % от общей численности населения в 436 жителей.

### Известные люди
- Алекса́ндр Петро́вич Кайгоро́дов (1887—1922) — военный деятель периода гражданской войны в России, участник Белого движения, соратник и союзник генерала барона Р. Ф. Унгерна фон Штернберга.
- Паутов, Юрий Савельевич (1937—2015) — советский и российский учёный.
- Владимир Николаевич Тюлентин (1953—2020) — российский государственный деятель, политик, Председатель Государственного Собрания Республики Алтай (2016—2020).
- Геннадий Григорьевич Литаврин — академик РАН.

## Экономика
Личное подсобное хозяйство. Животноводство.

## Транспорт
Находится на автодороге регионального значения «Подъезд Талда Тюнгур (Природный парк „Белуха“)» (идентификационный номер 84К-134, Постановление Правительства Республики Алтай от 12.04.2018 N 107 «Об утверждении Перечня автомобильных дорог общего пользования регионального значения Республики Алтай и признании утратившими силу некоторых постановлений Правительства Республики Алтай»).
Автодорога связывает сёла Уймонской долины с Чуйским трактом, находится в аварийном состоянии. В 2019 году начались работы по масштабному ремонту региональных дорог в Республике Алтай в рамках национального проекта «Безопасные и качественные автомобильные дороги».